# 三重県道616号田光四日市線
三重県道616号田光四日市線（みえけんどう616ごう たびかよっかいちせん）は、三重県三重郡菰野町から四日市市に至る一般県道である。

## 概要
三重郡菰野町大字田光から四日市市西坂部町に至る。

### 路線データ
- 起点：三重県三重郡菰野町大字田光（字堂前380番地先[1][2]：朝明郵便局前交差点、国道306号交点、三重県道617号田光梅戸井停車場線起点）
- 終点：三重県四日市市西坂部町（字堂地3652番地先[1][2]：江田橋西交差点、国道365号交点）
- 総延長：11,874.00 m

## 歴史
- 1959年（昭和34年）
  - 1月25日 - 認定[3]

起点：三重県三重郡菰野町大字田光
終点：三重県四日市市
  - 3月31日 - 道路区域の決定[4]
  - 5月19日 - 道路の供用開始[5]
  - 三重県三重郡菰野町大字田光字田光一色1470の2番地先から三重県四日市市赤水町字少兵ヱ山1000の1番地を経て三重県四日市市西坂部町字堂地3652番地先まで（延長11,980.00 m）
- 1967年（昭和42年）5月9日 - 道路区域の変更（下記の道路区域を廃止）[6]（路線を短縮、起点を変更）

三重県三重郡菰野町大字田光字一色1470の2番地先 から
三重県三重郡菰野町大字田光字堂前393の1番地先 まで（延長 106.00 m）

## 路線状況

### 重複区間
- 三重県道617号田光梅戸井停車場線（三重郡菰野町大字田光・朝明郵便局前交差点（起点） -三重郡菰野町大字小島 - 杉谷川橋西交差点）
- 三重県道620号平津菰野線（三重郡菰野町大字大強原・西北沢交差点 - 三重郡菰野町大字大強原）
- 三重県道14号菰野東員線（三重郡菰野町大字下村 - 三重郡菰野町大字下村・下村交差点）

### 道路施設

#### 橋梁
- 杉谷川橋（杉谷川、三重郡菰野町）
- 八風橋（朝明川、三重郡菰野町）
- 前田橋（海蔵川、三重郡菰野町）
- 黒橋（竹谷川、四日市市）

## 地理

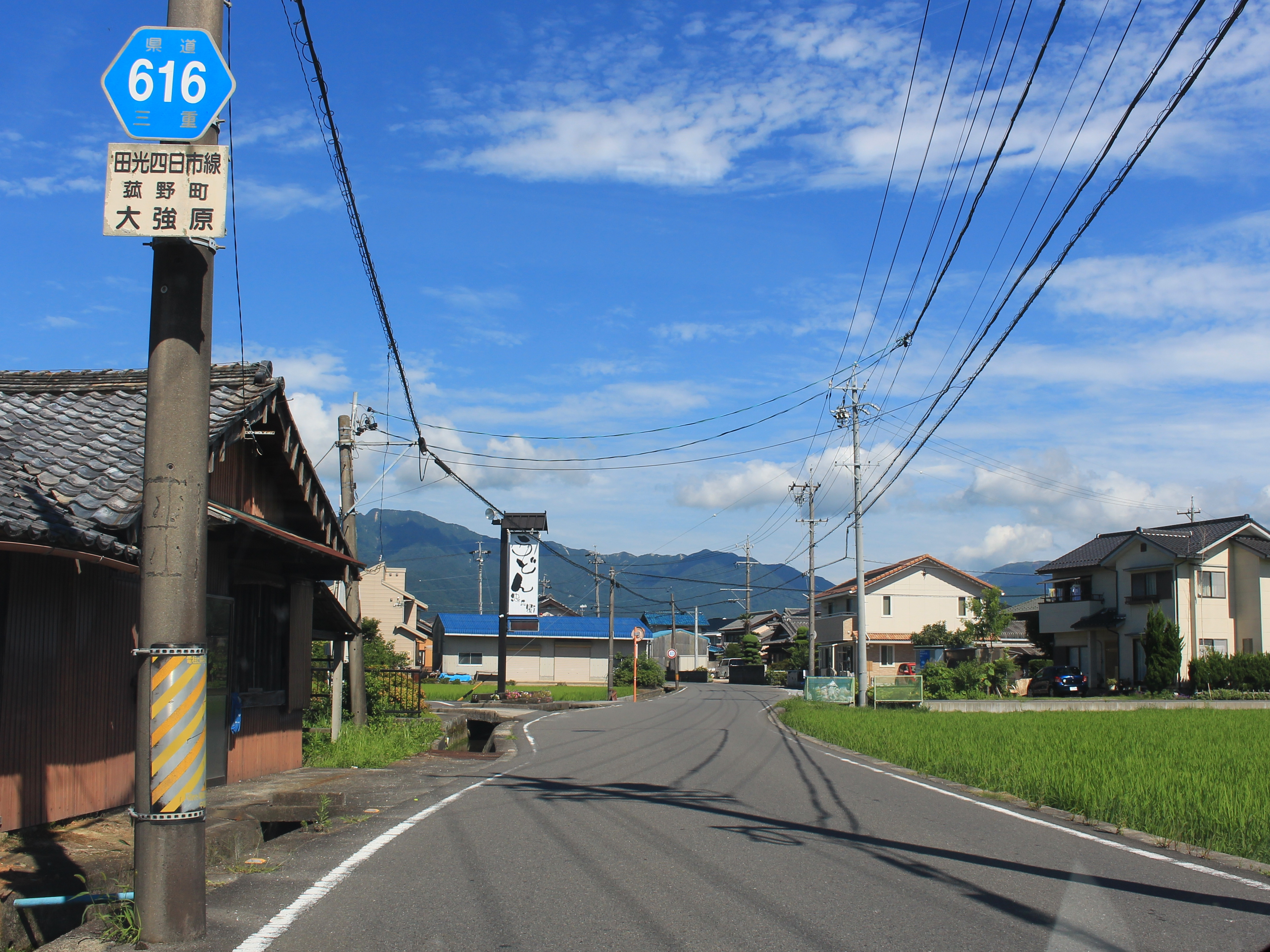
三重県道616号田光四日市線、三重郡菰野町大字大強原

### 通過する自治体
- 三重県
  - 三重郡菰野町 - 四日市市

### 交差する道路
| 交差する道路                                           | 市町村名 | 市町村名 | 交差する場所             | 交差する場所              |
| ------------------------------------------------------ | -------- | -------- | ------------------------ | ------------------------- |
| 国道306号 三重県道617号田光梅戸井停車場線 重複区間起点 | 三重郡   | 菰野町   | 大字田光                 | 朝明郵便局前交差点 / 起点 |
| 三重県道617号田光梅戸井停車場線 重複区間終点           | 三重郡   | 菰野町   | 大字小島（おじま）       | 杉谷川橋西交差点          |
| 三重県道626号千草永井線                                | 三重郡   | 菰野町   | 大字竹成                 | 竹成交差点                |
| 三重県道620号平津菰野線 重複区間起点                   | 三重郡   | 菰野町   | 大字大強原（おおごはら） | 西北沢交差点              |
| 三重県道620号平津菰野線 重複区間終点                   | 三重郡   | 菰野町   | 大字大強原               |                           |
| 三重県道140号四日市菰野大安線 / ミルクロード           | 三重郡   | 菰野町   | 大字大強原               | 大強原交差点              |
| 三重県道14号菰野東員線 重複区間起点                    | 三重郡   | 菰野町   | 大字下村                 |                           |
| 三重県道14号菰野東員線 重複区間終点                    | 三重郡   | 菰野町   | 大字下村                 | 下村交差点                |
| 三重県道625号上海老高角線                              | 四日市市 | 四日市市 | 赤水町                   | 黒橋北交差点              |
| 三重県道624号千草赤水線                                | 四日市市 | 四日市市 | 赤水町                   | 黒橋南詰交差点            |
| 国道1号 / 北勢バイパス                                 | 四日市市 | 四日市市 | 西坂部町                 | [ 注釈 1 ]                |
| 国道365号                                              | 四日市市 | 四日市市 | 西坂部町                 | 江田橋西交差点 / 終点     |

### 沿線
- 朝明郵便局
- 菰野町立八風中学校
- 菰野町立朝上小学校
- 菰野町立竹永小学校
- 菰野町立鵜川原小学校
- 鵜川原郵便局
- 四日市市立県小学校
- 県郵便局
- 四日市メリノール学院中学校・高等学校
- 四日市市立大池中学校
- 坂部温泉